# Sidney Fernbach
Sidney Fernbach (* 4. August 1917 in Philadelphia, Pennsylvania; † 15. Februar 1991) war ein US-amerikanischer Physiker.
Fernbach studierte an der Temple University Physik mit dem Master-Abschluss und wurde 1952 an der University of California, Berkeley promoviert. Danach ging er an das Lawrence Livermore National Laboratory (LLNL), an der er 1955 Leiter der Rechnerabteilung wurde. 1958/59 leitete er auch die Theorieabteilung. Von 1975 bis zu seinem Ruhestand 1979 war er Deputy Associate Director for Scientific Support des LLNL. Danach war er Berater, unter anderem für die Control Data Corporation.
Fernbach spielte eine große Rolle bei der Entwicklung von Supercomputern für wissenschaftliche Zwecke in den USA, beginnend mit der UNIVAC I und später insbesondere mit Control Data und Cray (speziell in Kontakt mit Seymour Cray). Er war Mitglied in vielen Regierungskomitees, bei der National Academy of Sciences und der National Science Foundation. 1974 gründete er ein Supercomputer-Rechenzentrum für Kernfusion, das spätere National Energy Research Supercomputer Center (NERSC). Er war Vorsitzender des IEEE-Unter-Komitees für wissenschaftliche Supercomputer und gründete das jährliche Compcon Treffen der IEEE Computer Society.
Er war Fellow der American Physical Society und der American Association for the Advancement of Science. Ferner war er Herausgeber der Reihe Methods in Computational Physics sowie des Journal of Computational Physics und betreute die Sparte Anwendungen des Journal of Supercomputing.
1987 erhielt er den W. Wallace McDowell Award.
Von der IEEE Computer Society wird ihm zu Ehren seit 1993 der Sidney Fernbach Award verliehen.